# Intrastat
Intrastat est un système destiné à la collecte des statistiques relatives au commerce intracommunautaire dans l’Union européenne.
L'arrêt des contrôles aux frontières lors de la mise en place du marché commun a empêché la constitution de statistiques relatives aux imports/exports au sein de la communauté européenne.
Depuis le 1er janvier 1993, c'est l'organisme Eurostat qui élabore ces statistiques en se fondant sur des données directement collectées auprès des entreprises.